# Музей Астрономії (Ташкент)
Музей Астрономії — нещодавно відкритий (кінець 2009 року) музей астрономії в столиці Узбекистану місті Ташкенті; перший подібний музейний заклад у Центральній Азії.

## Загальні дані
Музей Астрономії міститься у фоє найстарішої наукової установи регіону — Астрономічного інституту імені Мірзо Улугбека Академії наук Узбекистану, й розташований за адресою: 
вул. Астрономічна, буд. 33, м. Ташкент (Узбекистан).

## З історії та сьогодення музею
Перший у Центральній Азії музей астрономії було урочисто відкрито 16 грудня 2009 року. 
Музей було відкрито в рамках Міжнародного року астрономії, оголошеного ООН у 2009 році, і 615-річчя Мірзо Улугбека, чия астрономічна школа вважається однією з найвидатніших у світі. Так, у червні 2009 року в Самарканді відбулася Міжнародна наукова конференція на тему: «Улугбек та його роль у розвитку світової астрономії», в роботі якої взяли участь вчені з понад 15 країн. У листопаді цього ж року в Парижі Представництвом Узбекистану при ЮНЕСКО та Посольством Узбекистану у Франції спільно з астрономічним товариством була організована конференція, присвячена науковій спадщині Улугбека. 
Щорічно Астрономічний інститут відвідують тисячі учнів шкіл, ліцеїв і професійних академічних коледжів, знайомлячись на власні очі з досягненнями астрономії, великими творіннями предків, отримуючи перші уявлення про науково-дослідну роботу.

## Експозиція
Експозиція ташкентського Музею астрономії, створена за підтримки ЮНЕСКО, відрізняється барвистістю, залишає тепле враження у відвідувачів. На особливий інтерес заслуговує макет головного інструменту обсерваторії Улугбека — меридіанного квадранту, де відвідувачі можуть ознайомиться з процесом астрономічних спостережень, що проводилися в обсерваторії Улугбека. У музеї представлено і макет улугбекових прославлених таблиць «Зідж-і-Курагоні», в яких з разючою для того часу точністю визначені координати 1018 зірок.

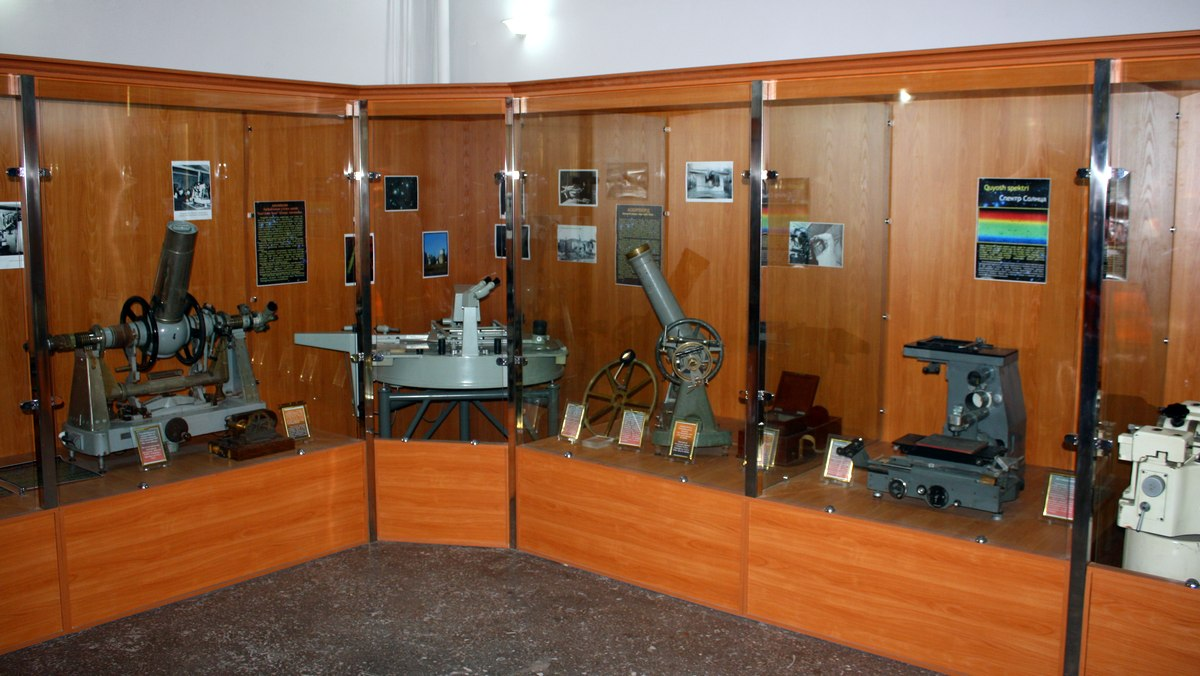
З експозиції музею

Один з розділів музею присвячено історії зародження астрономії у центральноазійському регіоні, що зробила великий вплив на розвиток усієї світової науки. Серед інших раритетів музею — телескоп прославленого англійського майстра XVIII століття Джеймса Шорта (інструмент був винайдений знаменитим фізиком Ісааком Ньютоном). Унікальними експонатами є октант (попередник сучасного секстанта), сконструйований лондонським механіком Гадлеєм на основі ідеї Ньютона, і рефлектор відомого англійського оптика Дж. Доллонда. 
Інтерес любителів старовинних речей викликає морський хронометр, винайдений лондонським годинникарем XVIII століття Гаррісоном. За свій винахід майстер був удостоєний премії, заснованої англійським парламентом за пропозицією Ньютона. Ще один годинник амстердамської фірми «Ховю» правив ташкентській обсерваторії за головний хронометр від 1873 до 1931 року, він же багато десятиліть служив для жителів Ташкента еталоном часу, а нині є цікавим експонатом місцевого музею Астрономії. 
Також до експозиції музею ввійшли німецький телескоп XVIII століття, французький телескоп кінця XIX — початку XX століття, небесний глобус Мухаммада Шаріфа Бухарі XIX століття. 
В експозицію включені також іменні медалі Тихоокеанського астрономічного товариства та Академії наук Узбекистану, присуджені ташкентському вченому Стефану Козику за відкриття двох комет у 1936 і 1939 роках. 
У музеї представлені портрети найвидатніших астрономів всіх часів, знімки планет і зірок, а також головних наукових баз Астрономічного інституту — унікальної обсерваторії на Майдана́ку та Кітабської широтної станції. 
Окремо у необхідному обсязі представлено в музеї і сучасну узбецьку астрономію, що здійснює вивчення Землі, інших планет і малих тіл Сонячної системи, нестаціонарних зірок, зореутворень, динаміки зоряних скупчень у нашій Галактиці та за її межами. Спільно з американськими та німецькими астрономами узбецькими вченими зроблено сенсаційне світове відкриття — підтверджено теорію утворення навколо молодих зірок планет. Дослідження ведуться з використанням найбільших обсерваторій світу, включаючи унікальну вітчизняну обсерваторію Майданак, що розташована на відстані 120 км південніше Самарканда.

## Джерело-посилання
- Музей Астрономії на www.orexca.com («Орієнтал експрес Центральна Азія», вебресурс, присвячений мандрівкам та туризму до Центральної Азії) (англ.) (рос.)